# Zbigniew Białecki (wynalazca)
Zbigniew Białecki h. Jelita (ur. 8 września 1923 r. w Sanoku, zm. 29 maja 2022 r. w Krakowie) – polski chemik, wynalazca

## Życiorys
W wieku dziecięcym często zmieniał wraz z rodzicami adres zamieszkania – były to: Sanok, Podhajce, Sanok, Ladzin. Tutaj w Ladzinie rozpoczął naukę w szkole powszechnej, którą kontynuował (po następnych zmianach adresu wraz z rodzicami) we Wzdowie i Jaćmierzu. Naukę w gimnazjum rozpoczął w Sanoku, kontynuując w Brzozowie i kończąc w Lipnie. Jesienią 1939 r. został przyjęty do liceum o kierunku humanistycznym w Sanoku, gdzie możliwość pobierania nauki przerwała II wojna światowa. W czasie jej trwania pracował w majątku ziemskim "Wzdów" jako praktykant rolny kontynuując naukę na poziomie licealnym w tajnych kompletach. Świadectwo dojrzałości wydane przez Państwową Komisję Egzaminacyjną w Ośrodku Naukowym przy Prywatnym Gimnazjum i Liceum OO Jezuitów w Starej Wsi.
Po zakończeniu działań wojennych w kwietniu 1945 r. rozpoczął studia na Wydziale Chemii Uniwersytetu Jagiellońskiego. Równocześnie – po utworzeniu Politechniki Śląskiej w Gliwicach – został studentem również na Wydziale Chemii tejże Uczelni. W okresie od dnia 1 maja 1949 r. do 31 grudnia 1951 r. podjął pracę w Zjednoczonych Zakładach Przemysłu Farmaceutycznego Wytwórni Nr 10 w Krakowie – najpierw jako asystent a następnie starszy asystent w Centralnym Laboratorium Doświadczalnym, wykonując szereg prac z dziedziny syntezy środków leczniczych – m.in. najważniejszą pracę syntezy adrenaliny. Doświadczenia zdobyte tutaj były podstawą dla napisania pracy na Wydziale Chemicznym Politechniki Śląskiej, którą ukończył dyplomem (jako Zbigniew Jelita-Białecki) w 1952 r.
W połowie lat 50. rozpoczął pracę w Przedsiębiorstwie Państwowym Biuro Projektów Rafinerii Nafty w Krakowie a w jakiś czas później do Ośrodka Badawczo-Rozwojowego Przemysłu Budowy Urządzeń Chemicznych „Cebea" również w Krakowie. Tutaj niedługo potem został Kierownikiem Pracowni Badań Materiałów i Stosowania Tworzyw Sztucznych, w której w 1973 r. powstał wynalazek jego autorstwa – tzw. "pierścienie Białeckiego", stosowane w instalacjach przemysłu chemicznego (głównie rafinerii ropy naftowej) na całym świecie (patent 83150 przyznany w 1974 roku). Zbigniew Białecki otrzymał w 1973 r. tytuł "Mistrza Techniki Polskiej – 73" ("Dodatek", str. IV).

## Życie prywatne
Był synem Stanisława h. Jelita i Marii (z d. Michałowska). Z tego związku urodziło się troje dzieci: Zbigniew, Anna i Krystyna. Zbigniew Białecki był żonaty.